# Chariesthes trivitticollis
Chariesthes trivitticollis là một loài bọ cánh cứng trong họ Cerambycidae.